# Огарышев, Алексей Сергеевич
Алексей Сергеевич Огарышев (род. 6 августа 1988) — российский самбист, призёр первенства России среди молодёжи, чемпион и призёр чемпионатов России среди студентов, бронзовый призёр розыгрыша Кубка России, призёр чемпионата России, бронзовый призёр розыгрыша Кубка мира 2014 года, мастер спорта России международного класса. Наставниками Огарышева были Евгений Чичваркин, Фёдор Зезюлин, Николай Доронкин и Андрей Куприков. Выступал в первой (до 68 кг) и второй (до 74 кг) полусредних весовых категориях. Двоюродный брат Антон Огарышев — бронзовый призёр Кубка России 2008 года.

## Спортивные результаты
- Чемпионат России по самбо 2010 года — ;
- Кубок России по самбо 2013 года — ;
- XXXXIII Всероссийский турнир по самбо памяти Николая Талалушкина 2013 года — [1];
- Этап Кубка мира по самбо 2014 года (Пунто-Фиджо, Венесуэла) — [2];
- Этап Кубка мира по самбо 2014 года (Бургас, Болгария) — [3];
- Кубок мира по самбо 2014 года — [4];